# Stitch
Stitch, nascut com a Experiment 626, és un personatge fictici, el protagonista de la pel·lícula Lilo & Stitch, les seves seqüeles La pel·lícula de Stitch, Lilo & Stitch 2: Stitch Has a Glitch, Leroy & Stitch, les sèries de televisió Lilo & Stitch: La sèrie, Stitch! i Stitch & Ai..
Originalment creat per provocar el caos a tota la galàxia va ser una amalgama de diverses races alienígenes per tal de crear l'arma definitiva, que es caracteritza pel seu mal geni i el comportament maliciós, trets que el van portar a mofar-se i escapar heroicament de la guàrdia galàctica que ho confiaria a l'exili en un. Acaba arribant a la Terra i és atropellat per conductors que ho confonen amb alguna estranya varietat de gos és dut a la gossera on la que seria la seva millor amiga Lilo, ho adopta com el seu cadell.
El creador del personatge i codirector de la primera pel·lícula, Chris Sanders, li dóna veu a la seva versió original en anglès.

## Història
L'Experiment 626 (Stitch) és considerat un dolent en la seva primera pel·lícula. Va ser creat pel doctor Jumba, un geni malvat que crea mutacions genètiques prohibides, aquest últim va ser detingut pel Consell Galàctic.
Stitch és reclòs en una cel·la que rastreja el seu material genètic, de la qual aconsegueix escapar. Surt en una nau patrulla vermella i activa l'hipervol. En fugir, arriba a la Terra, on aterra en una illa anomenada Hawaii.
Un cop a la Terra, Stitch és atropellat per un camió que no aconsegueix fer-li cap mal. Després d'això, és portat a un refugi d'animals on és considerat com una cosa similar a un gos.
D'altra banda, Lilo és una nena petita que va patir la pèrdua dels seus pares, ella practica Hula i alimenta a Pato el peix cada dijous perquè creu que controla el clima. Nany és la germana gran de Lilo i se'n fa càrrec. En sentir-se sola i sense amigues, la Lilo demana que li sigui enviat un àngel i la Nany decideix portar-la al refugi d'animals perquè adopti una mascota. És aquí on coneix Stitch i ho tria com el seu gosset.
Després de la fugida de Stitch a la Terra, Jumba i Peakley són enviats a la terra per capturar Stitch i segueixen pas a pas a la petita Lilo per intentar arribar al seu objectiu.
Al final de la trama, Gantu és comissionat a completar la missió per ordres del Consell Galàctic, i aquest aconsegueix atrapar Stitch però també la petita Lilo. Nany, angoixada per la seva petita germana demana a Jumba i Peakley que l'ajudin a rescatar Lilo. Sent finalment conscient que són uns extraterrestres i que Stitch també ho és.
En rescatar Lilo, una nau del Consell Galàctic aterra sobre la costa per tal d'emportar-se a Stitch. Aquest últim, abans d'acomiadar-se, declara que va trobar finalment la seva família, que és petita però bona. Lilo mostra a la Gran Consellal el certificat d'adopció de Stitch, en què diu que és d'ella, i que, si se l'emportés, serien roba-gossos.
La Gran Coscejal decideix que Stitch porti la seva sentència a la terra, doncs és on Stitch troba la seva Ohana.

## Personalitat
Al llarg de la franquícia, Stitch és desagradable per a tots excepte Lilo, a causa del seu comportament destructiu i temperamental, ja que Lilo té una personalitat molt similar a la de Stitch.
Els que s'oposen a Stitch ho descriuen com a "lleig i deforme", mentre els qui li guarden afecte ho descriuen com a "valent i esponjós".
A més, té un molt mal geni.